# Strichprobe
Die Strichprobe ist ein optisches Vergleichsverfahren, das dazu dient, den annähernden Feingehalt einer Edelmetalllegierung (Münze, Schmuck) zu bestimmen.

## Grundlagen
Die Strichprobe wurde bereits im Jahr 600 vor Christus zur Kontrolle von Münzen angewendet. Sie zählt somit zu den ältesten Prüfverfahren für Edelmetalle und Edelmetalllegierungen. Sie wird von Gold- und Silberschmieden und anderen Personen, die in der Edelmetallindustrie tätig sind, verwendet. Mit der Strichprobe lassen sich in kurzer Zeit alle Edelmetallwaren bei nur geringem Materialverbrauch, mit einfachen Hilfsmitteln und ohne wesentliche Beschädigung der Ware prüfen. Dabei ist es unerheblich, ob es sich um Rohmaterial oder Juwelierware handelt. Mit der Strichprobe können Feingehaltsunterschiede von zehn bis zwanzig Tausendstel mit großer Sicherheit erkannt werden, diese Methode wird seit vielen Jahren bei den schweizerischen Edelmetallprüfern zur Prüfung von Edelmetallfertigerzeugnissen angewendet. Die Strichprobe findet Anwendung bei der Schätzung des Warenwertes von Schmuckstücken, sowohl bei An- und Verkäufen von antikem Schmuck als auch bei Schätzungen von Schmuckstücken für Versicherungen oder für Privatpersonen. Weiterhin wird sie angewendet, um Altgold zu überprüfen, damit aus ihm neue Legierungen hergestellt werden können, aber auch, um Schmuck aus sogenannter Vollware von Schmuck mit Edelmetallüberzügen zu unterscheiden. Aber auch zur Prüfung von Buntmetallen wie Kupfer oder um Legierungen wie Bronze zu untersuchen, wird die Strichprobe angewendet.

## Benötigte Hilfsmittel

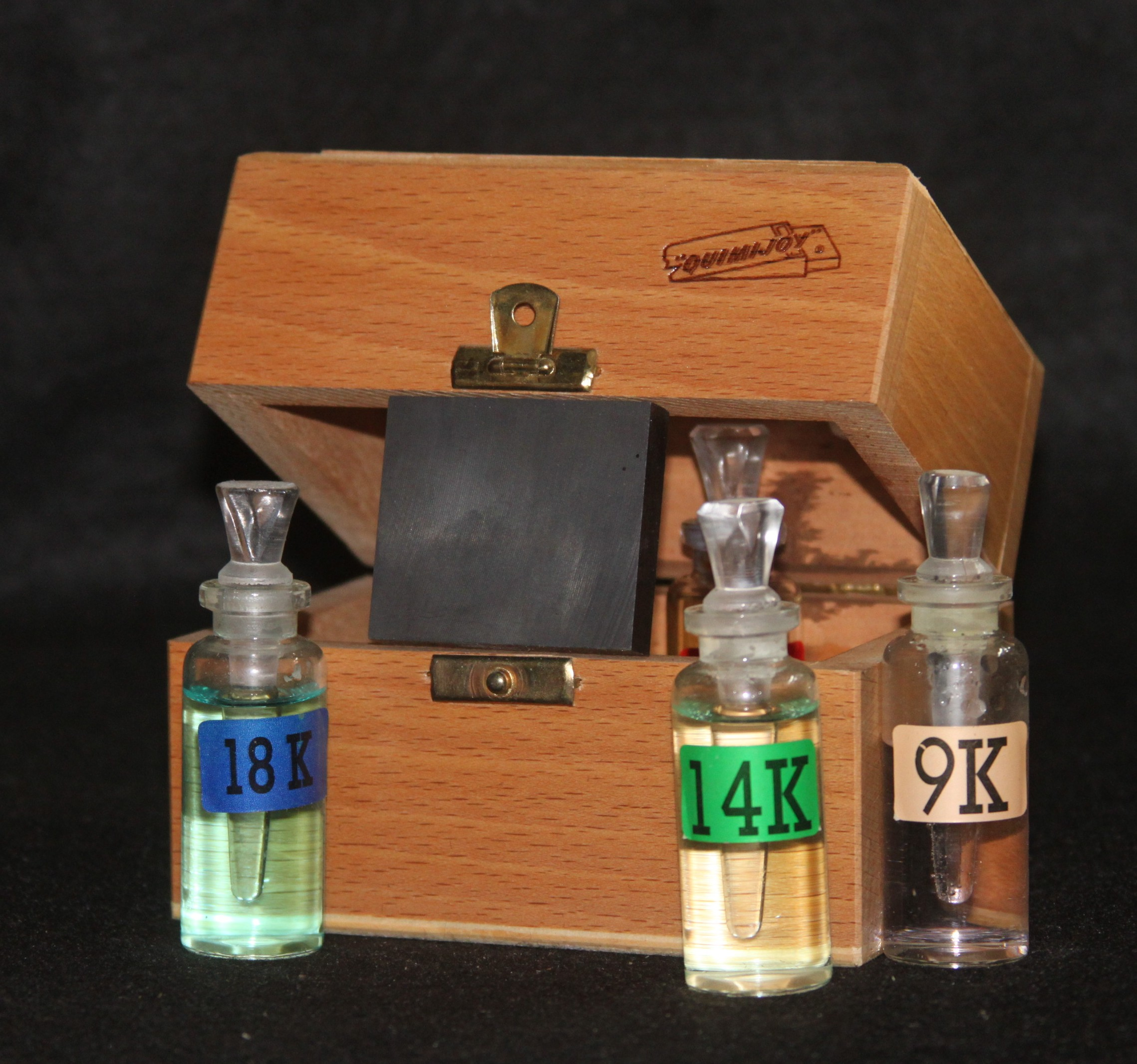
Ein Probierstein-Set

Für die Strichprobe werden nur wenige Hilfsmittel benötigt. Neben einem Probierstein und entsprechenden Probiernadeln werden für die unterschiedlichen Materialien verschiedene Probeflüssigkeiten eingesetzt. Als Probesäuren für Gold finden Neugoldsäure und Medaillensäure Verwendung. Dies sind Mischungen aus Salpetersäure mit destilliertem Wasser und teilweise auch mit Salzsäure, bei einem bestimmten Mischungsverhältnis bezeichnet man diese Säuremischung als Königswasser. Zur Prüfung von Silber wird als Probesäure eine Kaliumdichromatlösung oder die Savoie-Kienberger-Säure verwendet; eine Mischung aus Essigsäure, Salpetersäure mit gelöstem Silber und destilliertem Wasser. Als Prüfflüssigkeit von Legierungen wie Tombak wird eine Mischung aus Salmiak, Grünspan, Salpeter und gebranntem Kupfer in destilliertem Weinessig aufgelöst und als Tinktur verwendet. Als Prüfsäure für Platin, Palladium und Weißgold wird eine kalte Platinprobiersäure auf Kaliumnitratbasis verwendet, diese Platinprobiersäure reagiert jedoch nur sehr langsam und verliert schnell ihre Wirkung.

## Prüfvorgang
Hierzu wird auf der Fläche eines Probiersteins mit dem zu prüfenden Objekt ein Strich gezogen und parallel dazu ein Strich mit einer Probiernadel. Dabei müssen beide Striche gleich stark und etwa 2,5 cm lang sein. Voraussetzung hierbei ist, dass Prüfling und Probiernadel aus der gleichen Legierung bestehen. Anhand der Farbe und des Helligkeitsunterschiedes des Strichs lässt sich der Edelmetallgehalt feststellen. Ist kein Unterschied zwischen beiden Strichen zu sehen, so entspricht der Edelmetallgehalt des Prüflings mit relativ hoher Genauigkeit dem der Probiernadel. Bei vorhandenen Unterschieden werden weitere Striche mit anderen Probiernadeln gezogen. Da manche goldfarbigen Buntmetalle farblich mit dem Edelmetall Gold übereinstimmen, werden die Striche mit Probiersäuren wie z. B. Scheidewasser betupft. Da Gold von Scheidewasser nicht angegriffen wird, werden nur die nichtedlen Metalle aufgelöst. Bei Probierstücken, bei denen der Verdacht besteht, dass sie nur einen Überzug aus Edelmetall haben, wird an einer nicht sichtbaren Stelle mit einer feinen Feile etwas von der Oberfläche abgefeilt und erst anschließend der Strich auf dem Probierstein gezogen. Für Metalle wie Platin, Gold, Silber, Kupfer oder Legierungen wie Bronze oder Messing sind die Prüfvorgänge ähnlich, sie unterscheiden sich im Wesentlichen nur durch die verwendete Prüfsäure und die Reaktion des Metalles auf die Prüfsäure.

## Genauigkeit der Probe
Die mit der Strichprobe erzielten Genauigkeiten der Probe sind von mehreren Faktoren abhängig. So spielen zunächst einmal die Erfahrung und die metallurgischen und fachtechnischen Kenntnisse des Probierers eine große Rolle. Eine weitere Komponente ist das verwendete Hilfswerkzeug. So spielt die Qualität der Probiersteine ebenso eine Rolle wie die Menge und Beschaffenheit der Probiernadeln. Aber auch die Konzentration der verwendeten Probiersäuren ist für ein gutes Ergebnis mitentscheidend. Auch die Zusammensetzung und Art der zu prüfenden Legierungen ist zu beachten. Letztendlich hat auch eine gute Arbeitsplatzbeleuchtung einen Einfluss auf das Prüfergebnis.